# 7248 Älvsjö
7248 Älvsjö là một tiểu hành tinh vành đai chính, được phát hiện ngày 1 tháng 3 năm 1992 as a part thuộc Uppsala-ESO Survey of Asteroids và Comets ở Đài thiên văn Nam Âu. Nó được đặt theo tên Älvsjö, the site thuộc Battle of Brännkyrka ở 1518.